# 浦和美園站
浦和美園站（日语：／ Urawa-misono eki */?）是一個位於埼玉縣埼玉市綠區美園，屬於埼玉高速鐵道的鐵路車站，也是埼玉高速鐵道埼玉高速鐵道線的終點站。車站編號是SR 26。2017年5月1日起埼玉里索那銀行購入副站名的命名權。

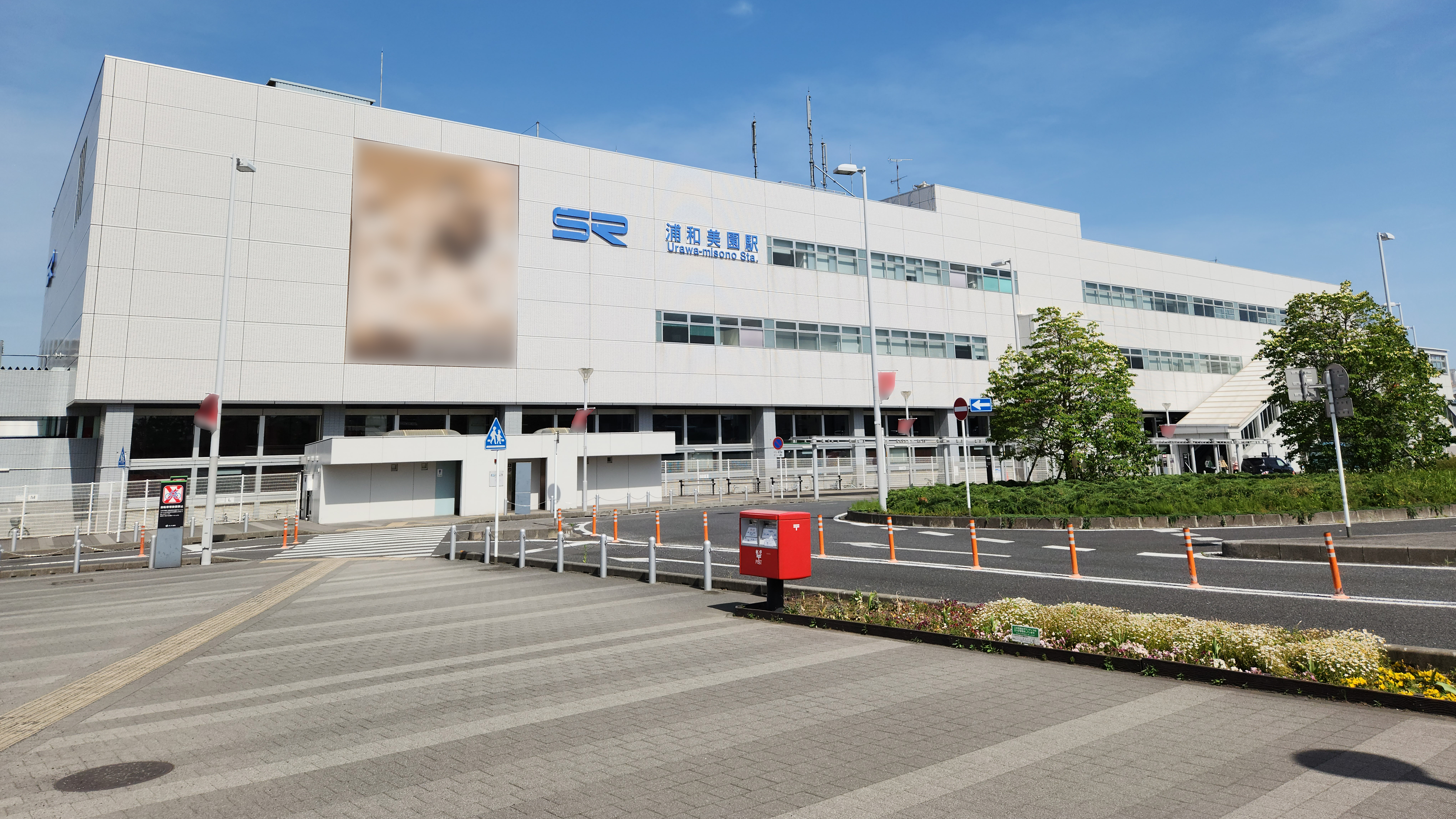
西口（2023年5月）

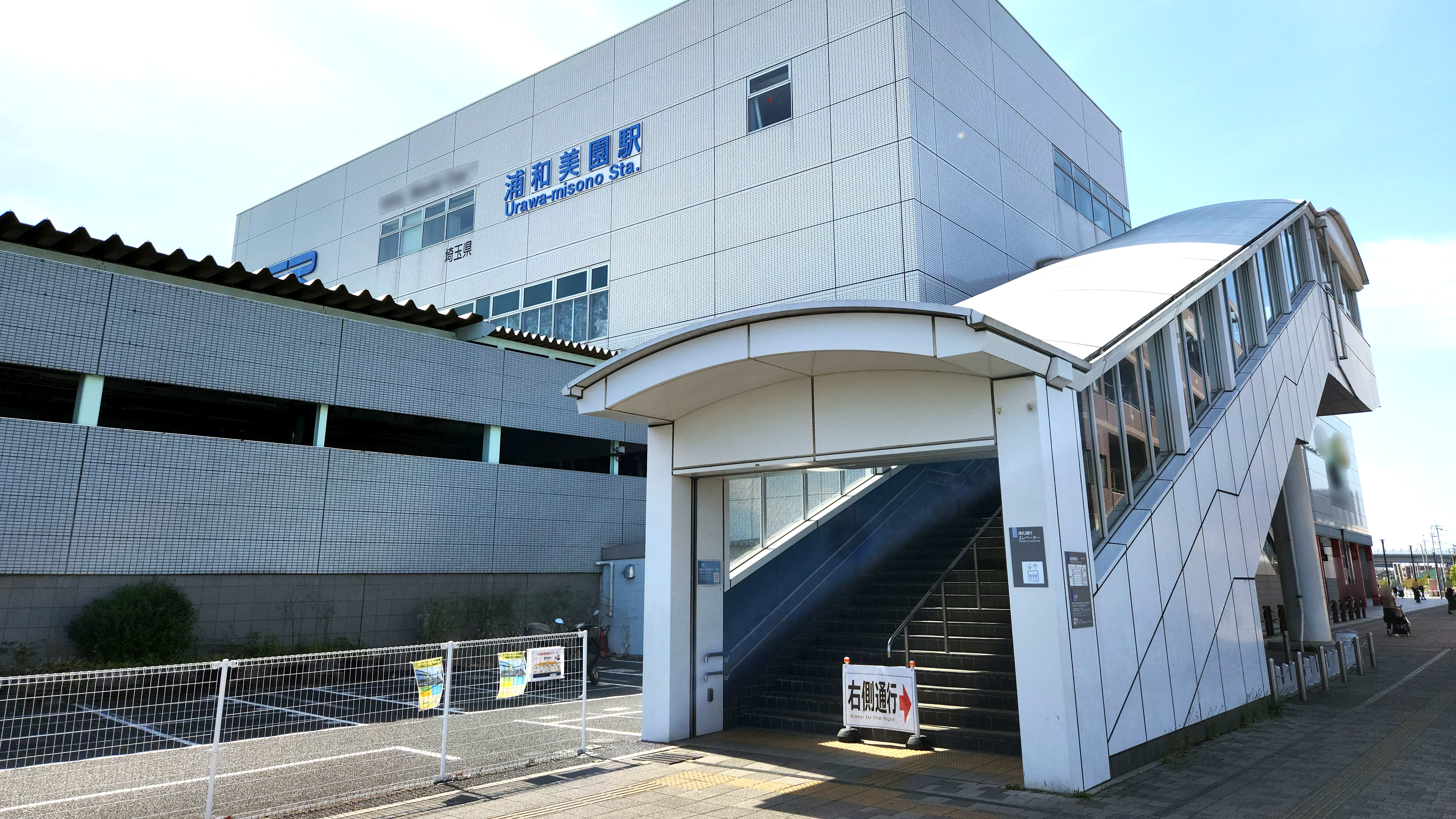
3號出入口（2023年5月）

## 歷史
- 2001年（平成13年）3月28日 - 開業。

## 車站構造

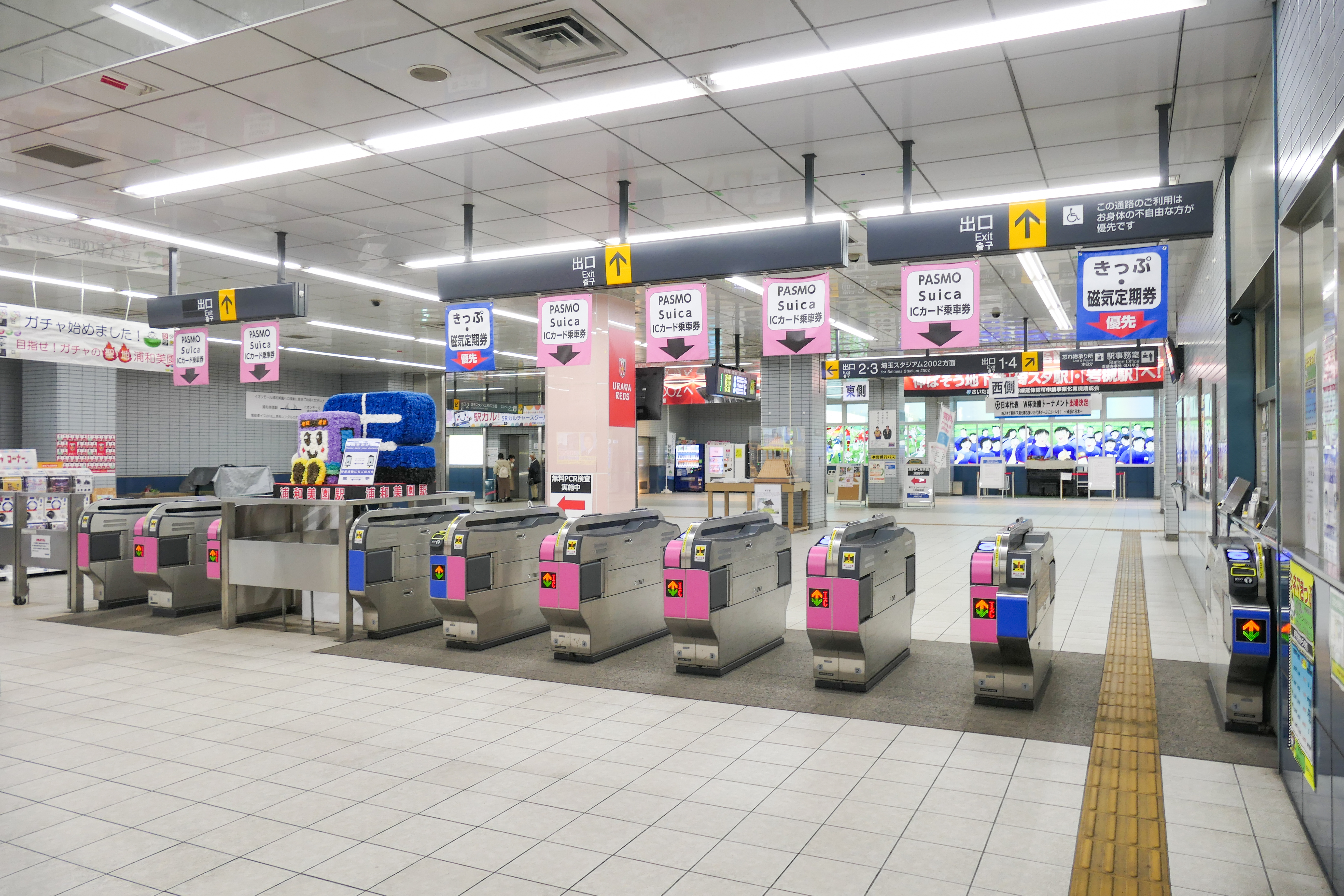
驗票口（2022年12月）

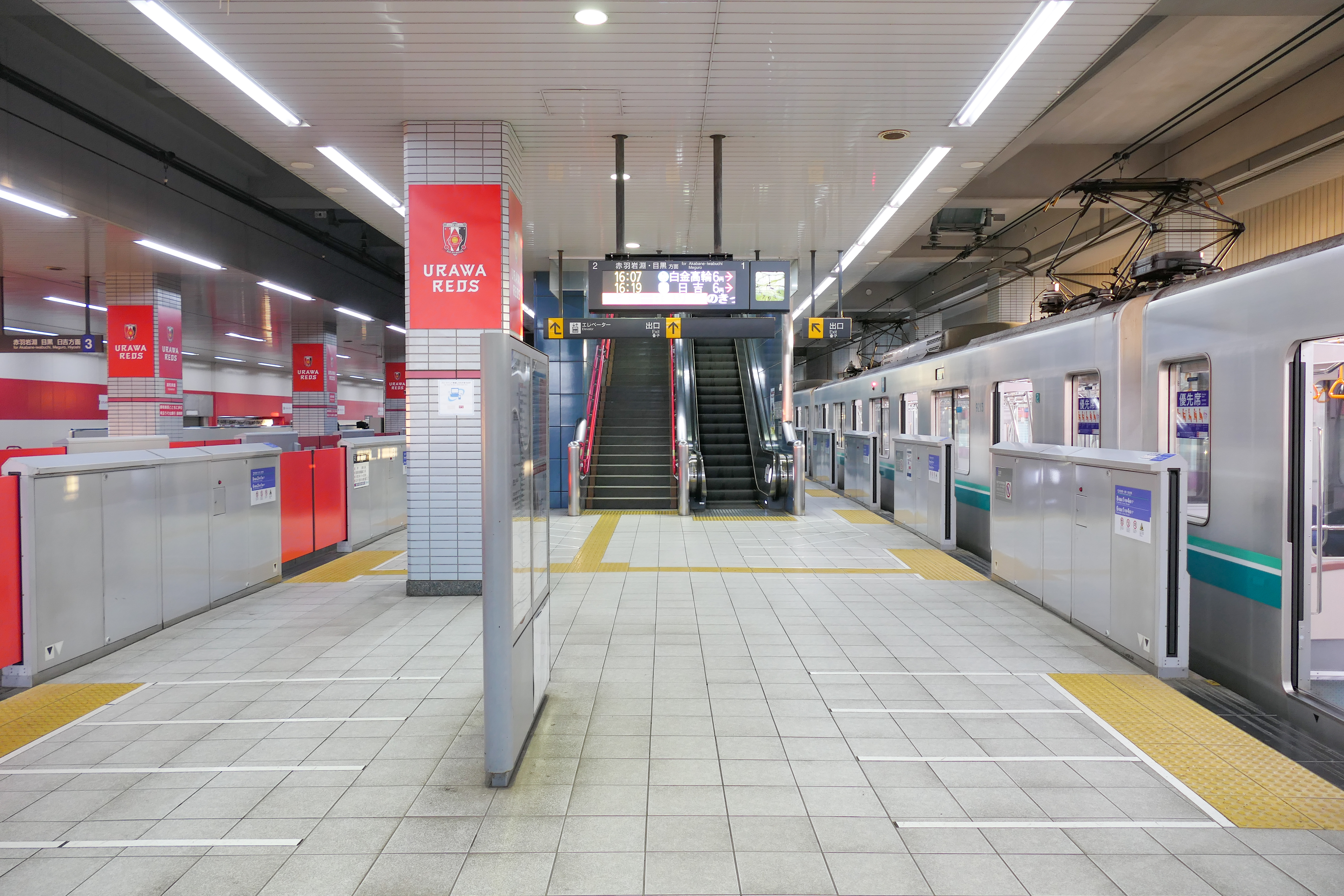
1行與2號月台（2022年12月）

本站為埼玉高速鐵道唯一的地面車站。大堂位於跨站式。通常使用1面2線的島式月台，2號月台的對側為臨時月台（3號月台），埼玉2002體育場與多客時使用。1、2號月台為保安起計安裝了月台閘門，但臨時月台的3號月台不設月台閘門。車站顏色為紅色。軌道於車站北側繼續延伸至浦和美園車輛基地。

### 月台配置
| 月台  | 路線       | 方向 | 目的地                   |
| ----- | ---------- | ---- | ------------------------ |
| 1 - 3 | 埼玉球場線 | 上行 | 赤羽岩淵、目黑、日吉方向 |

## 利用狀況
2016年度的1日平均上車人次為8,289人。
開業以後的1日平均上車人次的推移如下表。
| 年度               | 上車人次 | 來源   |
| ------------------ | -------- | ------ |
| 2001年（平成13年） | 1,784    | [ 4 ]  |
| 2002年（平成14年） | 2,531    | [ 5 ]  |
| 2003年（平成15年） | 2,625    | [ 6 ]  |
| 2004年（平成16年） | 2,947    | [ 7 ]  |
| 2005年（平成17年） | 2,912    | [ 8 ]  |
| 2006年（平成18年） | 4,702    | [ 9 ]  |
| 2007年（平成19年） | 5,283    | [ 10 ] |
| 2008年（平成20年） | 5,369    | [ 11 ] |
| 2009年（平成21年） | 5,081    | [ 12 ] |
| 2010年（平成22年） | 5,195    | [ 13 ] |
| 2011年（平成23年） | 5,201    | [ 14 ] |
| 2012年（平成24年） | 5,570    | [ 15 ] |
| 2013年（平成25年） | 5,996    | [ 16 ] |
| 2014年（平成26年） | 6,469    |        |
| 2015年（平成27年） | 7,410    |        |
| 2016年（平成28年） | 8,289    |        |

## 可以轉乘的巴士路線
- 大01系統：前往大宮站東口
- 浦02系統、浦02-2系統、浦02-3系統、美01系統：前往浦和站西口（美01系統會途經國道463號）
- 岩11-3系統：前往東川口站北口／岩槻站
- 浦02系統、美80系統：前往埼玉東營業所
- 浦02-3：前往埼玉體育場（J-League比賽進行期間，浦和美園站～埼玉體育場間暫停服務）

## 延伸計劃
埼玉高速鐵道線有伸延至東武鐵道野田線岩槻站和東日本旅客鐵道（JR東日本）宇都宮線蓮田站的計畫，但現時均未落實。

## 相鄰車站
埼玉高速鐵道
 埼玉球場線
東川口（SR 25）－浦和美園（SR 26）

## 外部連結
- 浦和美園站 （页面存档备份，存于） - 埼玉高速鐵道

35°53′36″N 139°43′41″E / 35.8934°N 139.7280°E